# Turn Around (canción)
«Turn Around» es un sencillo publicado por Enigma en 2001. Es el único tema nuevo extraído del recopilatorio Love Sensuality Devotion: The Greatest Hits. Solo llegó al n.º 65 en Alemania y al n.º 45 en Suiza.
En esta canción se puede oír unos leves susurros de la cantante alemana Sandra, que era entonces aún esposa del creador de Enigma, Michael Cretu.
El vídeo musical que acompañaba al tema jugaba con la temática del viaje espacial intergaláctico y el descubrimiento de otros mundos desconocidos y misteriosos. En las primeras imágenes del vídeo destacaba la referencia al monolito de la película 2001: Una odisea en el espacio de Stanley Kubrick.

## Listado

### «Turn Around»
- CD maxi sencillo Enhanced

1. Radio Edit — 3:53
2. Northern Lights Club Mix (135 BPM) — 10:40
3. «Gravity of Love» (Chilled Club Mix) — 5:27
4. Multimedia Track (Video) — 3:53

- CD sencillo

1. Radio Edit — 3:53
2. «Gravity of Love» (Chilled Club Mix) — 5:27

- Vinilo, maxi sencillo 12 pulgadas

A: Radio Edit — 3:53

B: Northern Lights Club Mix — 10:40